# Meister der Divisio Apostolorum
Als Meister der Divisio Apostolorum oder Meister des (Admonter) Apostelabschieds wird ein mittelalterlicher Maler bezeichnet, der gegen Ende des 15. Jahrhunderts in der Steiermark tätig war. Der namentlich nicht bekannte Künstler erhielt seinen Notnamen nach seinem Bild, das die Diviso Apostolorum, den Apostelabschied darstellt. Das 1494 datierte Bild kommt ursprünglich aus dem  Benediktinerstift Admont in Österreich und befindet sich heute in der National Gallery in Dublin in Irland. 

## Stil
Der Stil des Meister der Divisio Apostolorum zeigt den Einfluss von niederländischen, fränkischen und Salzburger Malern auf die Malerei der Steiermark seiner Zeit sowie den Einfluss des Meister des Wiener Schottenaltars und von Vorlagen Martin Schongauers auf die Kompositionen des Meisters.

## Motiv des Apostelabschieds
Der Apostelabschied (lat. divisio apostolorum) stellt die Verabschiedung der Apostel durch den auferstandenen Christus dar, bei dem in diesem  Motiv christlicher Kunst der Beginn der Mission und deren Verkündigungsauftrag dargestellt wird.

## Werke (Auswahl)
- Diviso Apostolorum, National Gallery Dublin
- Maria mit den 14 Nothelfern, Landesmuseum Graz
- Szenen aus dem Marienleben, Österreichische Galerie Belvedere Wien

Einige Experten sehen eine Verwandtschaft eines Martinsbildes (Szent Márton) von ca. 1490 in der Nationalgalerie in Prag mit dem Stil des Meisters der Divisio Apostolorum.